# Kazimierz Sikorski
Kazimierz Sikorski (Zürich, 1895. június 28. – Varsó, 1986. július 23.) lengyel zeneszerző, zenetudós és zenepedagógus . Sok híres tanítványa volt, egyebek közt: André Tchaikowsky, Grażyna Bacewicz és Roman Palester is.

## Élete
1911–1919 között zeneszerzést tanult a Stanisław Moniuszko nevét viselő Varsói Zenei Társaság főiskoláján, Felicjan Szopski osztályában. jogot és filozófiát is tanult a Varsói Egyetemen, majd zenetudományt lwówi egyetemen, Adolf Chybińskinél.
Az 1921-1925 közötti időszakban összhangzattant, ellenpontot, szolfézst, zenei formákat és hangszerismeretet tanított a łódźi Helena Kijeńska-Dobkiewiczowa konzervatóriumban (1999-től Grażyna és Kiejstut Bacevicz Zeneakadémia). 1925-ben ösztöndíjat kapott a Vallásügyi és Felvilágosításügyi Minisztériumtól, és zeneszerzői tanulmányokat kezdett Párizsban, Nadia Boulanger-nál. Hazatérve előbb a poznańi Állami Zenekonzervatóriumban (1926–1927), majd a varsói Állami Zenekonzervatóriumban (1927–1939) tanított.
Alapító tagja volt a Lengyel Zeneszerzők Egyesületének, 1928–1929-ben pedig a Nemzetközi Kortárs Zenei Szövetség lengyel tagozatának volt az elnökhelyettese.
A második világháború idején, 1940–1944 között a varsói Állami Zeneiskola igazgatója volt (ez az iskola töltötte be az akkor nem működő Konzervatórium szerepét). A háború után, 1945-től a łódźi Állami Zeneművészeti Főiskolán volt az összhangzattan, ellenpont és zeneszerzés professzora. 1954-ben Varsóba költözött, ahol az ottani Állami Zeneművészeti Főiskola tanára lett.
Ő volt az elnöke a VIII. és a IX. Nemzetközi Frédéric Chopin Zongoraversenynek (1970. ill. 1975.)
Számos kitüntetésben részesült.1935-ben megkapta a Nemzeti Zenei Díjat, 1937-ben a Lengyelország Újjászületése érdemrend tiszti keresztjét, 1955-ben pedig ugyanezen kitüntetés lovagkeresztjét. Megkapta továbbá az Állami Díj I. és II. fokozatát (1951, 1955, 1964, 1966.) és a Munka Vörös Zászló Érdemrend I. fokozatát (1960). Elnyerte a Lengyel Zeneszerzők Egyesületének díját (1951, 1975), illetve a Jurzykowski Alapítvány díját (1981). 1975-ben a Varsói Állami Zeneművészeti Főiskola díszdoktori címet (Doctor honoris causa) adományozott neki.
Ő volt Tomasz Sikorski (1939–1988) zeneszerző édesapja. 1986-ban hunyt el Varsóban, 91 évesen.

## Válogatott művei
- Motet na chór i orkiestrę smyczkową (Motetta kórusra és vonószenekarra, 1915)
- Kwartet smyczkowy nr 1(1. vonósnégyes, 1915)
- Motet na chór i organy (Motetta kórusra és orgonára, 1915)
- Psalm VII na chór i orkiestrę smyczkową (VII. zsoltár kórusra és vonószenekarra, 1915)
- Suita na orkiestrę smyczkową (Szvit vonószenekarra, 1917)
- Kwartet smyczkowy nr 2 (2. vonósnégyes, 1918)
- Symfonia nr 1 (1. szimfónia, 1919)
- Sekstet smyczkowy d moll na dwoje skrzypiec, dwie altówki i dwie wiolonczele (Vonós szextett, d-mollban, két hegedűe, két brácsára és két csellóra, 1920)
- Suita ludowa na orkiestrę (Népi szvit zenekarra, 1921)
- Symfonia nr 2 (2. szimfónia, 1921)
- Czemuście mnie, śląska pieśń ludowa na chór mieszany a cappella (Miért tettem, sziléziai népdal a cappella vegyes karra, 1934)
- Kwartet smyczkowy nr 3 (3. vonósnégyes, 1939)
- Stabat Mater (wersja I), oratorium na bas, chór mieszany i organy (Stabat Mater, 1. változat, oratórium basszus hangra, vegyes karra és orgonára, 1943)
- Uwertura na małą orkiestrę (Nyitány kis zenekarra, 1945)
- Obrazki wiejskie, suita na małą orkiestrę (Falusi képek, szvit kis zenekarra, 1945)
- Allegro symfoniczne na orkiestrę (Szimfonikus allegro zenekarra, 1946)
- Koncert na klarnet i orkiestrę (Klarinétverseny, 1947)
- Leć głosie po rosie, kurpiowska pieśń ludowa na chór mieszany a cappella (Szállj hang a harmatra, kurpiai[5] népdal a cappella vegyes karra, 1947)
- Na środku pola, kurpiowska pieśń ludowa na chór mieszany a cappella (A rét közepén, kurpiai népdal a cappella vegyes karra, 1947)
- Mazurek kurpiowski na chór mieszany a cappella (Kurpiai mazurek, a cappella vegyes karra, 1947)
- Kalina, kurpiowska pieśń ludowa na chór mieszany a cappella (Labdarózsa, kurpiai népdal a cappella vegyes karra,[6] 1947)
- Hej, zabujały, pieśń ludowa rekrutów z czasów niewoli na chór mieszany a cappella (Hej beleestem, toborzó dal a szolgaság idejéből, a cappella vegyes karra, 1947)
- Pójdziesz i ty, kujawska pieśń ludowa na chór mieszany a cappella (Elmész te is, kujawy[7] népdal, a cappella vegyes karra, 1947)
- Koncert na róg i małą orkiestrę (Versenymű kürtre és kis zenekarra, 1948-49)
- Suita z Istebnej na małą orkiestrę symfoniczną (Istebnei szvit, kis szimfonikus zenekarra, 1948-51)
- Mazurek (wersja I) na głos i fortepian (Mazurek, 1. változat, énekhangra és zongorára, 1949)
- Matulu moja, pieśń na głos i fortepian (Mamácskám, dal énekhangra és zongorára, 1949)
- Stabat Mater (wersja II), oratorium na cztery głosy solowe, chór i wielką orkiestrę (Stabat Mater, 2. változat, oratórium négy szóló énekhangra, kórusra és zenekarra, 1950)
- Mazurek (wersja II) na głos i orkiestrę (Mazurek, 2. változat, énekhangra és zenekarra, 1950)
- Symfonia nr 3 w formie concerto grosso (3. szimfónia, concerto grosso formában, 1953-55)
- Uwertura popularna na orkiestrę (Populáris nyitány, 1954)
- Koncert na flet i orkiestrę (Fuvolaverseny, 1957)
- Koncert na trąbkę, orkiestrę smyczkową i perkusję (Versenymű trombitára, vonószenekarra, és ütőhangszerekre, 1960)
- Six old Polish dances na orkiestrę (Hat régi lengyel tánc zenekarra, 1963)
- Koncert polifoniczny na fagot i orkiestrę (Polifonikus versenymű fagottra és zenekarra, 1965)
- Koncert na obój i orkiestrę (Oboaverseny, 1967)
- Symfonia nr 4 (4. szimfónia,[8] 1968-69)
- Koncert na puzon i orkiestrę (Harsonaverseny, 1973)
- Cztery polonezy wersalskie na orkiestrę smyczkową (Négy versailles-i polonéz vonószenekarra, 1974)
- Symfonia nr 5 (5. szimfónia, 1978-79)
- Trzy kanony na jeden temat na orkiestrę smyczkową (Három kánon egy témára, 1981)
- Symfonia nr 6 (6. szimfónia, 1983)

## Írásai
- Kazimierz Sikorski: Harmonia cz. 1, Polskie Wydawnictwo Muzyczne 2003, ISBN 83-224-0254-6
- Kazimierz Sikorski: Harmonia cz. 2, Polskie Wydawnictwo Muzyczne 2003, ISBN 83-224-0255-4

## Fordítás
- Ez a szócikk részben vagy egészben  a   Kazimierz Sikorski című lengyel Wikipédia-szócikk ezen változatának fordításán alapul.  Az eredeti cikk szerkesztőit annak laptörténete sorolja fel. Ez a jelzés csupán a megfogalmazás eredetét és a szerzői jogokat jelzi, nem szolgál a cikkben szereplő információk forrásmegjelöléseként.